# Jean-Louis Hamon

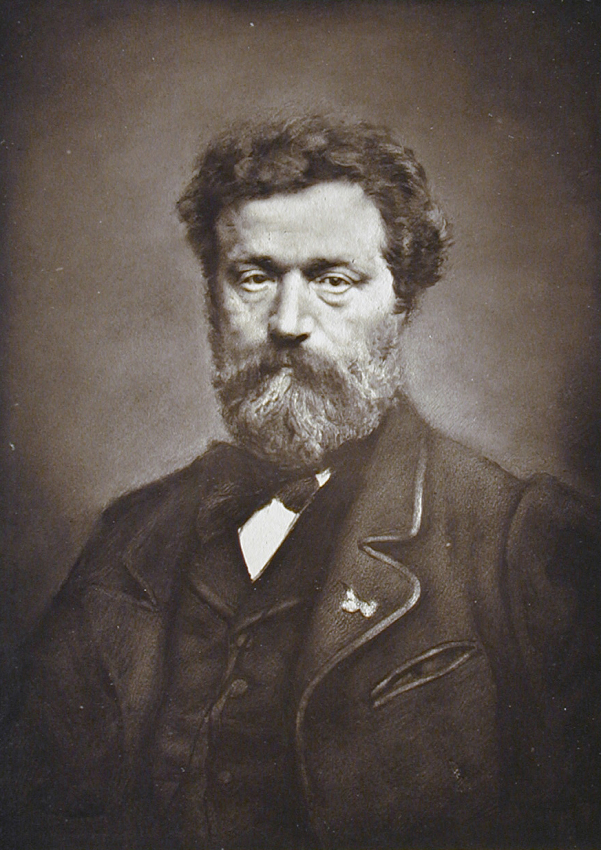
Jean-Louis Hamon

Jean-Louis Hamon (* 5. Mai 1821 in Saint-Loup bei Plouha, Département Côtes-d’Armor; † 29. Mai 1874 in Saint-Raphaël, Département Var) war ein französischer Maler.

## Leben
Hamon ein Sohn des Schumachers und späteren Zollbeamten Yves-Gilles Hamon (* 24. März 1777) und dessen Frau Marie Angélique (geborene Kemper oder Quimper). Sein Vater war ein Chouan, der die Truppen der Ersten Republik gekämpft hatte und der 1799 gefangen genommen, in Saint-Brieuc vor Gericht gestellt und zum Tode verurteilt wurde. Kurz vor der Hinrichtung traf in der Nacht vom 25. auf den 26. Oktober 1799 ein Trupp Royalisten ein und sein Vater wurde gerettet, doch musste er anschließend Kriegsdienst leisten und kehrte erst 1816 um seinen erlernten Beruf wieder auszuüben und mit seiner Frau vier Kinder großzuziehen.
1830 zog die Familie nach Trébeurden, wo er eine unbeschwerte Zeit verbrachte und mit dem Zeichnen begann. Um 1833 wurde er in einer Klosterschule in Lannion untergebracht, um dort zum Priester erzogen zu werden. Er ging jedoch im Alter von 20 Jahren nach Paris und trat 1842 in die École des Beaux-Arts ein, wo er ein Schüler von Paul Delaroche und später von Charles Gleyre wurde. Seine ersten Studienjahre waren von großen Entbehrungen geprägt. Er wurde durch die Zeichnungen nach pompejanischen Wandgemälden beeinflusst und schuf das sogenannte neu-pompejanische Genre. 1847 debütierte im Pariser Salon mit seinem Werk Daphnis und Chloë. In den Jahren 1848 bis 1853 arbeitete er als Dekormaler in der Manufacture royale de porcelaine de Sèvres.
Bis 1861 waren seine Bilder regelmäßig in den Salons zu sehen, später nahm er nur noch sporadisch an den Ausstellungen teil. Er bewunderte die Werke von Jean-Auguste-Dominique Ingres, den Hamon als Person jedoch verabscheute, weil dieser ihn als Schüler zurückgewiesen hatte, da er ihn für absolut talentlos hielt, und weil Ingres sich geweigert hatte seinen Antrag auf eine Pension zu unterschreiben, die jungen Malern gewährt werden konnte, die aus seiner Heimat kamen. Später erhielt er diese Unterstützung, trotz der Weigerung von Ingres doch ausgezahlt.
Er schloss sich gemeinsam mit Gustave Boulanger und Henri-Pierre Picou der neoklassizistischen Kunstbewegung „Néo-Grec“ an, die von Jean-Léon Gérôme geleitet wurde und sich gegen den jungen Realismus wandte. 1862 reiste er nach Rom und lebte ab 1865 auf Capri. Im Jahr 1871 kam er in die Heimat zurück und ließ sich in St.-Raphael an der provenzalischen Küste nieder. Nach dem Misserfolg seiner Komposition Triste Rivage im Jahr 1873 stellte er seine Arbeiten ein.

## Auszeichnungen (Auswahl)
- 1853: Medaille 3. Klasse
- 1855: Medaille 2. Klasse
- 1855: Ritter der Ehrenlegion
- 1867: Silbermedaille (Weltausstellung)[3]

## Werke (Auswahl)
Hamons Gemälde kamen unter anderem in die Museen Lille, Marseille, Montauban, Nantes, St.-Brieuc oder das Metropolitan Museum of Art in New York oder die Uffizien in Florenz. Porzellanarbeiten in das Musee ceramique in Sevres.
- 1847: Daphnis und Chloë
- 1849: ein römischer Theaterzettel
- 1852: Le Comedie humain (Komödie des Menschenlebens, Allegorie; zunächst Musée du Luxembourg, später im Louvre)
- 1853: Ma soeur n’y est pa (Meine Schwester ist nicht hier)
- 1855: Les Orphelin (Die Waisenkinder)
- 1855: Ich bins nicht
- 1866: Klage der Musen über Pompeji
- L’escamoteur (Museum Nantes)

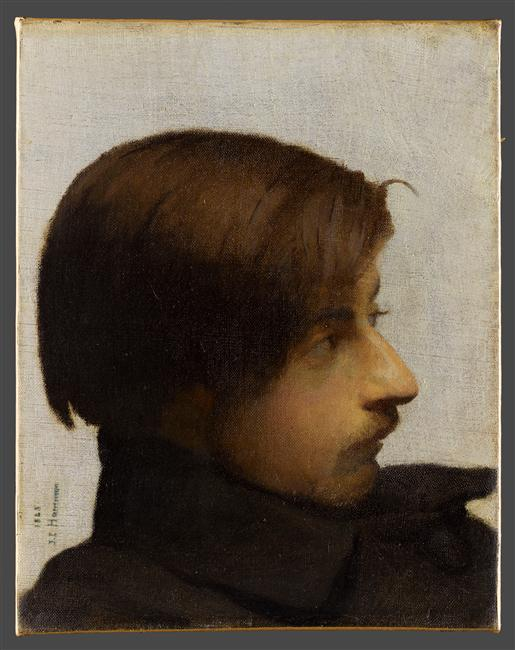
Selbstporträt
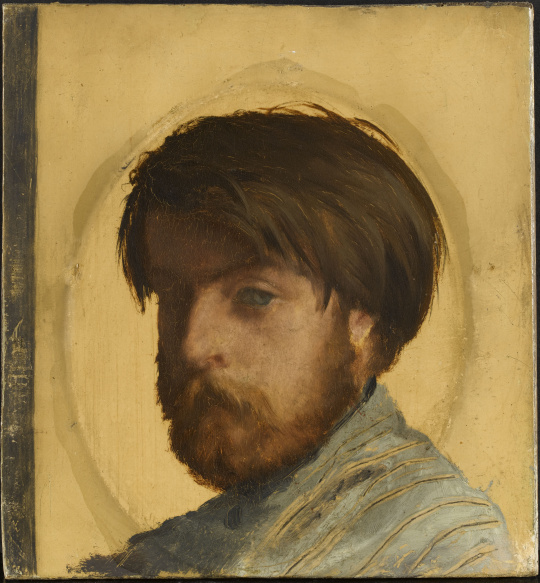
Auguste Toulmouche - Porträt.
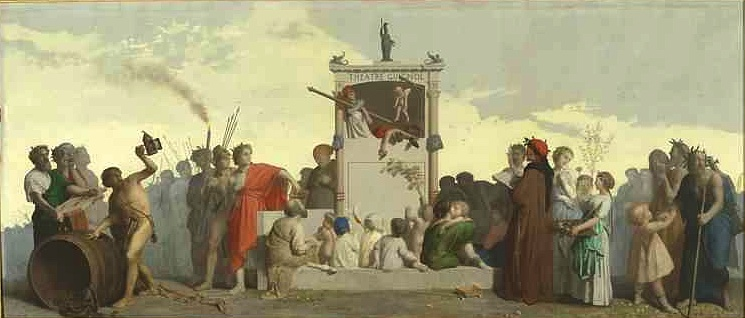
La Comédie humaine
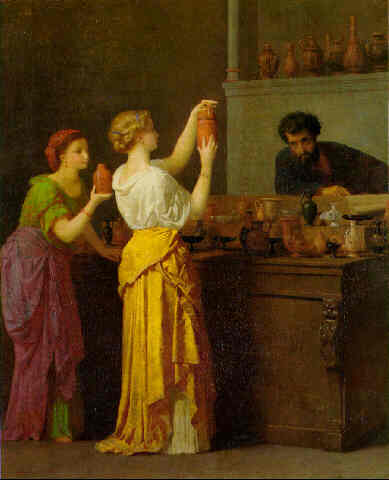
La boutique du potier (Pompeii)
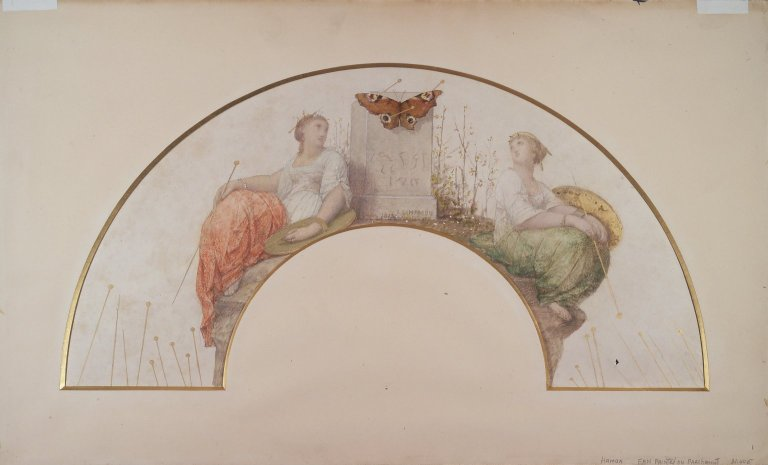
Entomologie